# Beg (dinosauriër)

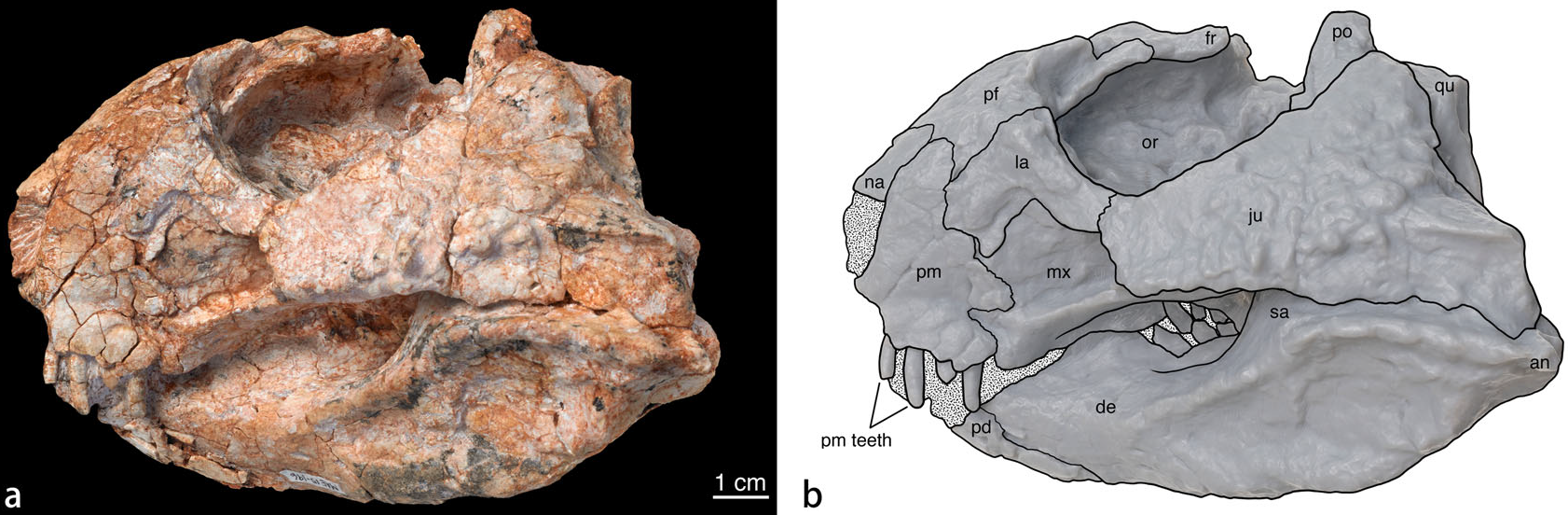
De schedel van het holotype van Beg tse

Beg tse is een plantenetende ornithischische dinosauriër, behorende tot de Ceratopia, die tijdens het vroege Krijt leefde in het gebied van het huidige Mongolië.

## Vondst en naamgeving
In 2015 vond de Mongolian Academy of Sciences-American Museum of Natural History Joint Paleontological Expedition veertien kilometer van de stad Tsogt-Ovoo in Ömnögovĭ het skelet van een kleine dinosauriër.
In 2020 werd de typesoort Beg tse benoemd en beschreven door Congyu Yu, Albert Prieto-Marquez, Tsogtbaatar Chinzorig, Zorigt Badamkhatan en Mark Norell. De geslachtsnaam en de soortaanduiding samen zijn afgeleid van Begtse, de Mongoolse god van de oorlog. De beschrijvers beklemtoonden dat deze uit een pre-Boeddhistische traditie stamt, uit de algemene cultuur van de Himalaya. Meestal afgebeeld met een pantser en verruwingen op het lichaam verwijst de godheid naar de ornamentering op het jukbeen en het surangulare.
Het holotype, IGM 100/3652, is gevonden in een laag van de onderste bovenste Ulaanooshformatie, welke laag tussen de 113 en 94 miljoen jaar oud moet zijn. Een leeftijd van rond de 110,5 miljoen jaar werd het waarschijnlijkst geacht, wat de vondst in het Albien zou plaatsen. Het type-exemplaar bestaat uit een gedeeltelijk skelet met schedel en onderkaken. Van de schedel is vooral de linkerzijde bewaard hoewel ook die het rostrale, postorbitale, squamosum en het grootste deel van het wandbeen mist. Het postcraniaal skelet is zeer fragmentarisch maar omvat in ieder geval een rib, een stuk van het linkerschouderblad en het bovendeel van het rechterzitbeen.

## Beschrijving

### Grootte en onderscheidende kenmerken
Het holotype van Beg is een klein dier. De schedel is in grootte vergelijkbaar met die van Yinlong die zelf weer ongeveer 1,2 meter lang was en tien kilogram zwaar.
De beschrijvers wisten enkele onderscheidende kenmerken vast te stellen. Sommige daarvan waren autapomorfieën, unieke afgeleide eigenschappen. Het traanbeen is L-vormig. De voorste tak van het jukbeen wordt op het voorste derde deel van de binnenzijde doorboord door een klein foramen. De praemaxilla draagt vier vergrote cilindervormige tanden. Het surangulare heeft vijf bultjes op de buitenzijde welke op gelijke afstand van elkaar staan. De onbedekte onderzijde van het jukbeen toont een grote diepe put.
Daarnaast is er een combinatie van eigenschappen die uniek is voor basale Ceratopia. De uitholling rond de fenestra antorbitalis is trapeziumvormig met een zwak afgetekende voorrand. Het dentarium van de onderkaak is verkort en heeft groeven op het buitenste zijvlak.

### Skelet

#### Schedel

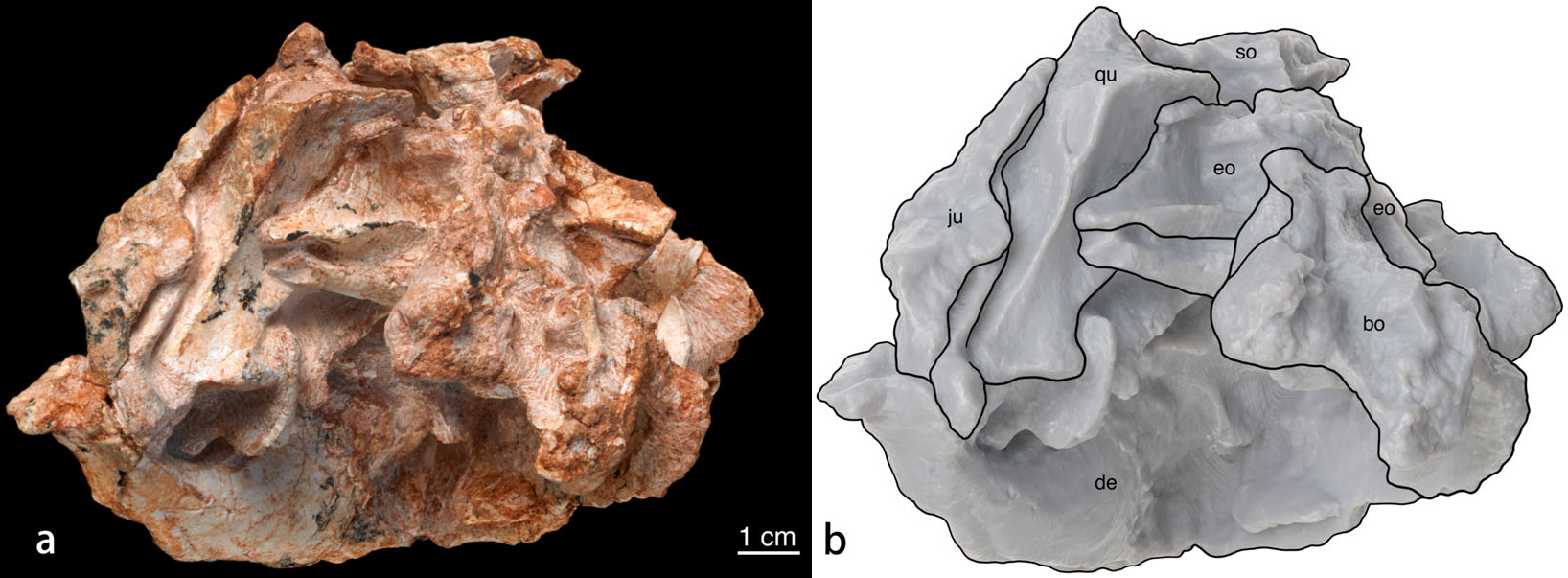
De schedel schuin van links achter bekeken

De schedel heeft een bewaarde lengte van veertien centimeter. Hij is verticaal laag en overdwars breed zoals bij de meeste verwanten. Hij is echter ook relatief kort en robuust met een hoge snuit, met name de praemaxilla. Wat de schedelopeningen betreft, is het neusgat relatief klein maar de fenestra antorbitalis groot. Het neusgat vormt een verticale ovaal. De fenestra antorbitalis is trapeziumvormig in plaats van driehoekig en ligt achterwaarts in haar uitholling. De oogkas ligt hoger, met een ovaal profiel. Het bovenste slaapvenster is vermoedelijk veel kleiner, hoewel de precieze grenzen niet bewaard zijn. Ook het onderste slaapvenster lijkt klein bij het fossiel maar dat is ten dele een illusie veroorzaakt door vervorming.
De praemaxilla heeft een meer afgeleide bouw, hoog en trapeziumvormig. De voorkant ervan wijst op de aanwezigheid van een rostrale, hoewel dat op zich verloren is gegaan. De vier cilindervormige premaxillaire tanden zijn iets naar achteren gekromd. De tweede tand heeft een lengte van elf millimeter. Alle andere bekende directe verwanten hebben hoogstens drie premaxillaire tanden. Het traanbeen is L-vormig en heeft dus een voorste tak die bij andere basale ceratopiërs ontbreekt. De tak is zelfs even lang als de achterste tak. Het overdwars brede voorhoofdsbeen heeft bij het fossiel een spoor naar achteren steken over de oogkas. De beschrijvers meenden dat dit geen palpebrale kon zijn tenzij dit vergroeid was met het voorhoofdsbeen. Gezien de mogelijkheid dat dit stuk bot later is afgebroken, werd het kenmerk niet als een autapomorfie aangeduid.
De onderrand van de fenestra antorbitalis vormt een horizontale kam op het bovenkaaksbeen, waaronder de botwand sterk is ingesprongen. Er zijn minstens zes maxillaire tanden. Ze staan vrij ver uit elkaar. Het totaal kon niet worden vastgesteld maar lag volgens de beschrijvers lager dan dertien, wat het aantal minder zou maken dan bij enige bekende directe verwant. De tanden hebben verticale richels aan de buitenzijde maar er is geen hoofdrichel. Het jukbeen maakt vooraan een belangrijk deel uit van de rand van de fenestra antorbitalis. Achteraan bedekt het een groot deel van het quadratojugale. Het achterste derde deel draagt een horizontale richel die bij verwanten afwezig is of schuin staat. Een hoorn, bult of epijugale ontbreekt echter. Vooraan is er een rij bultjes. Bij het linkerjukbeen loopt een groeve van de onderzijde af naar voren door tot in de fenestra antorbitalis. Zo'n structuur is verder niet van Ceratopia bekend. Het quadratum heeft een verticale richel op de achterzijde, ontbrekend bij de meeste verwanten, waarvan de neergaande takken een driehoekig foramen quadraticum begrenzen. Er is een hersenpan aanwezig bij het holotype maar deze is sterk vervormd en slechts ten dele geprepareerd.

#### Onderkaken
Vooral de linkeronderkaak is goed bewaard. De onderkaak is kort en hoog met een licht bolle onderrand. Overdwars is de kaak verbreed maar de tandrij loopt recht wat een beenplateau aan de buitenzijde schept, een aanwijzing voor vlezige wangen. Het verticale achterste uitsteeksel van de processus coronoideus is robuust.
De gepaarde onderkaken zijn vooraan verbonden door een centraal slank predentarium, langer dan de praemaxillae van de snuit. Het tanddragende os dentale of dentarium is kort, robuust en achteraan het hoogst. Het aantal dentaire tanden is niet vast te stellen maar de tandrij is korter dan die van het bovenkaaksbeen. De verwanten hebben typisch juist meer dentaire tanden. De tanden staan wel dichter opeen dan in de bovenkaken. De tanden missen voorwaarts gelegen secundaire verticale hoofdrichels op de buitenzijde maar bezitten wel een middelste hoofdrichel op de binnenzijde naast lagere richels. Ze zijn korter dan de maxillaire tanden.
Het surangulare draagt een opvallende horizontale richel op de buitenzijde, versierd door vijf bultjes. Een ornamentering van die precieze vorm is van geen enkele andere dinosauriër bekend. Veel basale ceratopiërs hebben echter enige vorm van versiering van de achterste kaken. Het angulare aan de onderste achterzijde draagt geen versiering.
De postcrania, de botten achter de schedel, werden in 2020 niet beschreven.

## Fylogenie
Beg werd in 2020 relatief basaal in de Ceratopia geplaatst, boven Psittacosaurus. Hij bezit overeenkomstig het afgeleide kenmerk van het bezit van een rostrale als beenkern van de bovensnavel. Niet bij de positie past dat de nog afgeleidere eigenschap van het bezit van een duidelijke hoofdrichel op de buitenzijde van de maxillaire tanden afwezig is. In het algemeen is de bouw van Beg tamelijk basaal voor zo'n geologisch jonge ceratopiër.